# La Sala de Comalats
La Sala de Comalats és un nucli de població agregat al terme municipal de Passanant i Belltall, a la Conca de Barberà. Es troba a prop de la carretera de Passanant a Forès, al sud-est del terme. Comprès en l'antic terme del castell de Forès (1058), pertangué als Cervera i a l'ordre de l'Hospital, per passar finalment al monestir de Santes Creus fins als decrets desamortitzadors del segle xix.
Del castell de la Sala resta una imponent torre de 17 m i són destacables les cases del Castell i del Cavaller, ambdues del s. XV.
Tenen especial interès els sepulcres de fossa, la cista megalítica al pla del bosc de la Sala i la pedra megalítica amb símbols solars.

## Història
La Sala de Comalats era compresa en l'antic i ample terme del castell de Forès (1058), el 1079 fou donada —i esmentada com a quadra de Poal— per Ramon Berenguer II a Bernat Amat. A la segona meitat del segle xii ja apareix amb el nom actual i sota el domini dels Cervera.
El 1182 Ramon de Cervera deixà el castell de la Sala, juntament amb els altres de Comalats, al seu fill Guillem de la Guàrdia Lada, el qual el 1210 obtingué la donació específica del lloc per part de Pere el Catòlic. L'esmentat noble, en el seu testament del 1234, el deixà a Arnau de Comalats amb la condició que el tingués en feu del posseïdor de Passanant.
Marquesa, vídua del dit Guillem, el 1266 donà el terme i castell a l'orde de l'Hospital i al segle xiv passà a la família montblanquina dels Gener, que el 1342 compraren a Pere el Cerimoniós la jurisdicció civil i criminal, alta i baixa damunt el lloc.
El 1383 Guillem Gener vengué la Sala al barceloní Jaume Galliners, el qual el mateix any el permutà, amb el monestir de Santes Creus, per altres drets que el cenobi posseïa dispersos a diversos llocs. El 1386 Santes Creus canvià amb el Cerimoniós el mer imperi del castell de Ferran (Tarragonès) pel de la Sala; el monestir posseí el lloc fins als decrets desamortitzadors del segle xix.